# La vie parisienne (operetta)
La vie parisienne (la vi paʁizjɛn, La vita parigina) è un'opera buffa, o operetta, composta da Jacques Offenbach, su un libretto di Henri Meilhac e Ludovic Halévy.
Questo è stato il primo lavoro a lunghezza intera di Offenbach che rappresentava la vita parigina contemporanea, a differenza dei suoi primi pezzi ed i soggetti mitologici. Divenne una delle operette più famose di Offenbach.
Nel 1864 il Théâtre du Palais-Royal presentò una commedia di Meilhac e Halévy intitolata Le Photographe (Il fotografo), che presentava un personaggio chiamato Raoul Gardefeu, l'amante di Métella, che cercava di sedurre una baronessa. Due anni prima, una commedia degli stessi autori La Clé de Métella (La chiave di Métella) fu rappresentata al Théâtre du Vaudeville. Questi due pezzi presagivano il libretto di La vie parisienne che può essere datato alla fine del 1865.

## Storia delle esecuzioni
Fu presentata per la prima esecuzione una versione in cinque atti al Théâtre du Palais-Royal, Parigi, il 31 ottobre 1866. Il lavoro fu riproposto in quattro atti (senza il quarto atto originale) il 25 settembre 1873, al Théâtre des Variétés, Parigi.
Il Théâtre des Variétés lo fece rivivere nel 1875 con Dupuis, Grenier, Cooper, Berthelier e Bouffar, Berthal e Devéria; raramente era assente dal palcoscenico parigino per molti anni con Dupuis che tornava ripetutamente al suo ruolo e cantanti come Jeanne Granier, Barone, Albert Brasseur, Germaine Gallois, Anna Tariol-Baugé, Max Dearly e Mistinguett che prendevano parte ai revival.
Nel 1958 fu montata una notevole produzione al Théâtre du Palais-Royal, con Jean-Pierre Granval, Jean Desailly, Pierre Bertin, Jean-Louis Barrault, Jean Parédès, Suzy Delair, Madeleine Renaud, Simone Valère, e Denise Benoît. Il Théâtre national de l'Opéra-Comique montò l'opera nel 1931 e poi nel 1974. Le produzioni successive di Parigi avvennero al Théâtre du Châtelet nel 1980 con Michel Roux, Daniele Chlostawa e Patrick Minard, e al Théâtre de Paris nel 1985 con Gabriel Bacquier, Jane Rhodes e Martine Masquelin.
La prima londinese avvenne all'Holborn Theatre il 30 marzo 1872 in un adattamento di F.C. Burnand. La prima di New York fu al primo Booth Theatre, il 12 giugno 1876.

## Ruoli
| Ruolo                                                                                      | Tipo voce                 | Cast della prima, 31 ottobre 1866, (Direttore: Offenbach) | Versione rivista in quattro atti Cast della prima, 25 settembre 1873 (Direttore: Offenbach) |
| ------------------------------------------------------------------------------------------ | ------------------------- | --------------------------------------------------------- | ------------------------------------------------------------------------------------------- |
| Bobinet, un damerino parigino                                                              | tenore o baritono leggero | Gil-Pérès                                                 | Pierre Eugène Grenier                                                                       |
| Un impiegato delle ferrovie                                                                | ruolo parlato             | Millaux                                                   |                                                                                             |
| Raoul de Gardefeu, un damerino parigino                                                    | tenore                    | Priston                                                   | Henri Venderjench                                                                           |
| Métella, una semi mondana                                                                  | mezzosoprano              | Honorine                                                  | Devéria/Céline Van Ghell                                                                    |
| Gontran, amico di Métella                                                                  | tenore                    | Coste                                                     |                                                                                             |
| Joseph, una guida                                                                          | ruolo parlato             | Martal                                                    |                                                                                             |
| Le Baron de Gondremarck, un viaggiatore svedese                                            | baritono                  | Louis Hyacinthe Duflost                                   | José Dupuis                                                                                 |
| La Baronne de Gondremarck, sua moglie                                                      | soprano                   | Céline Montaland                                          | Juliette Grandville                                                                         |
| The Brazilian, una persona benestante                                                      | baritono                  | Jules Brasseur                                            |                                                                                             |
| Alphonse, valletto di Gardefeu                                                             | ruolo parlato             | Ferdinand                                                 |                                                                                             |
| Frick, un calzolaio                                                                        | baritono                  | Jules Brasseur                                            | Jean-François Berthelier                                                                    |
| Gabrielle, un guantaio                                                                     | soprano                   | Zulma Bouffar                                             | Zulma Bouffar                                                                               |
| Pauline, una cameriera                                                                     | soprano                   | Elmire Paurelle                                           |                                                                                             |
| Prosper, un servitore                                                                      | baritono                  | Jules Brasseur                                            | Jean-François Berthelier                                                                    |
| Urbain, un servitore                                                                       | baritono                  | Louis Lassouche                                           | Louis Lassouche                                                                             |
| Clara, la nipote del portiere                                                              | soprano                   | Henry                                                     |                                                                                             |
| Leonie, la nipote del portiere                                                             | mezzosoprano              | Bédard                                                    |                                                                                             |
| Louise, la nipote del portiere                                                             | mezzosoprano              | Breton                                                    | Estelle Lavigne                                                                             |
| Madame de Quimper-Karadec, zia di Bobinet                                                  | mezzosoprano              | Félicia Thierret                                          |                                                                                             |
| Mme de Folle-Verdure, sua nipote                                                           | mezzosoprano              | Léontine Massin                                           |                                                                                             |
| Alfred, un maggiordomo                                                                     | baritono                  |                                                           | Léonce                                                                                      |
| Caroline, la nipote del portiere                                                           |                           |                                                           | Julia H.                                                                                    |
| Julie, la nipote del portiere                                                              |                           |                                                           | Magne                                                                                       |
| Augustine, la nipote del portiere                                                          |                           |                                                           | Maria                                                                                       |
| Albertine, una semi mondana                                                                |                           |                                                           | Pauline                                                                                     |
| Charlotte, una semi mondana                                                                |                           |                                                           | V. Klein                                                                                    |
| Coro: ferrovieri, postini, passeggeri delle ferrovie, calzolai, guantai, camerieri, ospiti |                           |                                                           |                                                                                             |

## Trama

### Atto 1
La storia inizia alla Gare d'Ouest, dove i dipendenti elencano la provenienza di treni provenienti da diversi luoghi della Francia ("Nous sommes employés de la ligne de l'Ouest"). Due dandy parigini, Bobinet e Gardefeu stanno aspettando il treno da Rambouillet, ma si evitano mentre camminano. Hanno litigato per Métella, donna di facili costumi. Lei arriva con un terzo uomo e finge di non riconoscere i due amanti precedenti. Il suo rifiuto riunisce i due amici che giurano di cercare un'amante di una classe migliore ("Elles sont tristes, les marquises"). Mentre si chiede come raggiungere questo obiettivo, Gardefeu vede il suo ex servitore Joseph, ora una guida turistica. Joseph rivela che incontrerà un barone svedese e sua moglie, che dovrà esibirsi in giro per Parigi, ma per una somma di danaro accetta di lasciare che sia Gardefeu a prendere il suo posto. Mentre va a cercare il barone, Gardefeu si chiede cosa succederà alla baronessa ("Ce que c'est pourtant que la vie!") Il barone e la baronessa Gondremarck entrano, egli promette di mostrare loro tutto quello che vogliono vedere nella capitale francese  ("Jamais, foi de cicérone"). La stazione si riempie di altri passeggeri che arrivano per trascorrere un bel periodo a Parigi, tra questi un brasiliano che torna dopo aver speso la sua fortuna in città ("Je suis Brésilien, j'ai de l'or").

### Atto 2
A casa di Gardefeu, la sua guantaia Gabrielle e il suo calzolaio Frick attendono il ritorno del maestro ("Entrez! Entrez, jeune fille à l'œil bleu!"). Gardefeu continua la sua finzione con gli svedesi, spiegando che si trovano in una dépendance dell'hotel, sperando di far allontanare il barone in modo da poter prestare attenzione alla baronessa; il barone ha già i suoi piani basati su una lettera di un amico ("Dans cette ville toute pleine"). Il barone chiede quindi di prendere il menu a prezzo fisso. Il problema degli ospiti mancanti si risolve convincendo Gabrielle e Frick e i loro amici a impersonare altri ospiti dell'hotel. Bobinet chiama e offre di organizzare una festa per gli svedesi nella villa della sua zia assente la notte seguente, con il barone invitato. La baronessa trova le prove della relazione di Gardefeu con Métella nella sua stanza. La stessa Métella arriva ora sperando in una riconciliazione con Gardefeu ("Vous souvient-il, ma belle") e finisce con l'offerta di intrattenere il barone per alcuni giorni. Gli ospiti arrivano per il menu a prezzo fisso; Frick come maggiore ("Pour découper adroitement") e Gabrielle come vedova di guerra ("Je suis veuve d'un colonel") e con un tirolese si ritirano tutti a cena ("On est v'nu m'inviter").

### Atto 3
Ad una festa la sera successiva, organizzata da Bobinet, i suoi servi si vestono come la folla di aristocratici ("Donc, je puis me fier à vous !"). Arriva Gondremarck e viene preso da Pauline "Madame l'amirale" (di fatto una cameriera). Arriva Gabrielle ("On va courir, on va sortir") e Bobinet come un ammiraglio svizzero ("Votre habit a craqué dans le dos!").
Bobinet si alza per salutare la folla con una canzone sul bere ("En endossant mon uniforme") e lo champagne scorre ("Soupons, soupons, c'est le moment"), il barone e tutti gli altri si ubriacano.

### Atto 4
Il milionario brasiliano offre un ballo in maschera al ristorante. Il capo cameriere dice al suo staff di essere discreto riguardo agli ospiti ("Avant toute chose, il faut être... Fermez les yeux"). Il barone arriva per il suo appuntamento con Metella, mentre diventa sempre più sospettoso di quello che succede. Métella dice al barone di essere paziente ("C'est ici l'endroit redouté des mères") ma non sarà il suo piacere: è innamorata di qualcun altro, ma ha portato un amico per lui. Il barone è furioso quando scopre che il suo amante è Gardefeu. Arriva il brasiliano, poi Bobinet e Gardefeu. Dopo aver mostrato a Métella la lettera ("Vous souvient-il, ma belle") lei e Gardefeu sono riconciliati e la furia del barone si ferma solo quando interviene la baronessa. Tutti brindano a Parigi ("Par nos chansons et par nos cris, célébrons Paris.").

## Versioni cinematografiche
Nel 1935 Robert Siodmak girò un film basato sull'operetta in due versioni linguistiche, francese e inglese. Le star di entrambi i MLV erano Max Dearly e Conchita Montenegro. La sceneggiatura era di Emeric Pressburger, i dialoghi di Marcel Carné e Benno Vigny. Il produttore era Seymour Nebenzahl. La musica di Offenbach era arrangiata da Maurice Jaubert. La versione francese ebbe la sua anteprima il 22 gennaio 1936 a Parigi, la versione inglese fu pubblicata nell'agosto del 1936.
È stata pubblicata su DVD una produzione televisiva francese del 1967 diretta da Yves-André Hubert, della versione teatrale del 1958, diretta da André Girard, montata da Jean-Louis Barrault, con Jean-Pierre Granval (Bobinet), Jean Desailly (Gardefeu), Pierre Bertin (Barone), Georges Aminel (Brasiliano), Jean Parédès (Frick, Prosper, Alfred), Micheline Dax (Metella), Geneviève Kervine (Baronessa), Simone Valère (Gabrielle).

## Registrazioni
- Registrazioni che appaiono sul web, su operadis-opera-discography.org.uk.